# Sadaf Rahimi
Sadaf Rahimi es una mujer boxeadora de Afganistán. Ella ha hecho historia por ser la primera boxeadora en el equipo nacional y que además fue  invitada a las olimpiadas de Londres de 2012.

## Primeros años
Rahimi empezó a boxear a la edad de 14 años después de ver a Laila Ali boxear en una competición. Rahimi entrenó con Sable Sharifi, un boxeador profesional, que actualmente entrena a 30 chicas afganas y mujeres jóvenes en el estadio nacional de Afganistán o estadio Ghazi en Kabul. Para entrenar, Rahimi tuvo que obtener permiso de su familia. Los derechos de las mujeres a menudo han sido limitados bajo las reglas talibanas, sin embargo la familia de Rahimi ha apoyado su decisión de boxear. Rahimi entrena tres días a la semana durante una hora en el estadio Ghazi y también practica en su casa.
A la edad de 17 años, Rahimi fue invitada a competir en las olimpiadas de Londres de 2012. Desafortunadamente, debido a su seguridad en el ring, la Asociación de Boxeo Internacional (AIBA) decidió que Rahimi no tendría que competir. Rahimi espera calificarse y luchar en las olimpiadas de Río, en 2016.

## Aspectos mediáticos
La historia de Rahimi y de otras mujeres boxeadoras afganas fue contada en un documental que fue dirigido por Ariel Nasr y producido por Annette Clarke. El documental titulado The Boxing Girls of Kabul fue hecho para el National Film Board de Canadá y recibió varios premios y nominaciones.

## Citas
"Yo lucharé con orgullo por las mujeres y Afganistán.” 
"La primera vez que pegué a alguien fue en mi pueblo,  tenía 11 años. De hecho fue a mi primo...después dijo que ¡le pegué tan fuerte que debería de ser una boxeadora!"
“Estoy segura de que seré pegada como un saco. Como si fuera una almohada siendo golpeada...Si gano una medalla o no,  seré un símbolo de valor apenas entre el ring.”